# Riu Tom
El Tom (en rus: Томь; en shor: Том) és un afluent per la dreta de l'Obi que discorre per la república de Khakàssia i les províncies Kémerovo i Tomsk, a Sibèria, Rússia.

## Geografia
El Tom, amb 827 km, té les seves fonts a la serralada d'Abakan, una prolongació cap al nord del Massís de l'Altai i flueix cap al nord per la conca de Kuznetsk i la plana de la Sibèria Occidental. S'uneix a l'Obi uns 50 km al nord de Tomsk.
El Tom habitualment queda gelat des de finals del mes d'octubre o primers de novembre fins a finals d'abril o primers de maig. Quan no està gelat és navegable entre la unió amb l'Obi i la ciutat de Tomsk.

## Hidrografia
Cabal mensual (en m³/s) 
mesurat a l'estació hidrològica de Тomsk
entre 1936 i 1990

## Poblament
El Tom travessa la zona industrial de Kuznetsk, la principal conca carbonífera de Rússia i un dels principals centres metal·lúrgics i químics del país, una zona en la qual s'han detectat importants problemes ambientals de resultes d'aquestes activitats econòmiques.
Les principals ciutats per les quals passa el Tom són: Mejdurétxensk, Miski, Novokuznetsk, Kémerovo, Iurga, Tomsk i Sèversk.